# Ptychomnion horridum
Ptychomnion horridum là một loài rêu trong họ Ptychomniaceae. Loài này được Cardot & Broth. mô tả khoa học đầu tiên năm 1923.